# William Fowler
Pour les articles homonymes, voir Fowler.
Ne doit pas être confondu avec Alfred Fowler.
William Alfred « Willy » Fowler (9 août 1911 à Pittsburgh en Pennsylvanie, États-Unis – 14 mars 1995 à Pasadena, Californie, États-Unis) est un astrophysicien américain. Il est colauréat du prix Nobel de physique 1983.

## Biographie
Il fut diplômé de l'Université de l'État de l'Ohio et obtint un doctorat (Ph.D.) en physique nucléaire au Caltech. Son article fondateur Synthèse des éléments dans les étoiles, corédigé avec Margaret Burbidge, Geoffrey Burbidge et Fred Hoyle, fut publié en 1957. L'article explique comment l'abondance de tous les éléments chimiques sauf les plus légers peut être expliquée par le processus de nucléosynthèse dans les étoiles.
Fowler reçut la maîtrise de conférences Henry Norris Russell de la Société américaine d'astronomie en 1963, la médaille Eddington en 1978, la médaille Bruce en 1979. Il est colauréat du prix Nobel de physique 1983 (avec Subrahmanyan Chandrasekhar) « pour ses études théoriques et expérimentales des réactions nucléaires importantes dans la formation des éléments chimiques de l'univers ». Il a parfois été dit que le prix Nobel de Fowler aurait également dû être partagé avec Geoffrey Burbidge et Fred Hoyle, avec qui il avait été associé dans un grand nombre de ses travaux. Il est possible que ces derniers aient été écartés par le Comité Nobel en raison de leurs positions contre le modèle cosmologique du Big Bang auquel ils ont toujours préféré la théorie de l'état stationnaire.
Il reçoit la Légion d'honneur en 1989 par le président François Mitterrand.

## Publications
- (en) W. A. Fowler, Radioactive Elements of a Low Atomic Number sur le site du CalTech (dissertation doctorale)

## Prix, récompenses et distinctions
- 1970 : Prix Tom W. Bonner de la division de Physique nucléaire